# Kravsko
Kravsko è un comune della Repubblica Ceca facente parte del distretto di Znojmo, in Moravia Meridionale.